# FK POKROK SEZ Krompachy
FK POKROK SEZ Krompachy là một câu lạc bộ bóng đá Slovakia, đến từ thị trấn Krompachy.

## Màu sắc
Màu sắc của câu lạc bộ là đen và trắng.